# (7435) Sagamihara
(7435) Sagamihara ist ein Asteroid des inneren Hauptgürtels, einem Asteroidenfeld zwischen Mars und Jupiter. Der Asteroid wurde am 8. Februar 1994 von den japanischen Amateurastronomen Kin Endate und Kazurō Watanabe am Kitami-Observatorium (IAU-Code 400) entdeckt. Das Kitami-Observatorium befindet sich in Kitami in der Unterpräfektur Okhotsk.
Der mittlere Durchmesser des Asteroiden wurde mit 4,784 km (± 1,198) berechnet.
(7435) Sagamihara wurde am 2. April 1999 nach der japanischen Stadt Sagamihara in der Präfektur Kanagawa auf Honshū, der Hauptinsel von Japan, benannt.